# Општина Чрномељ
Општина Чрномељ (словен. Črnomelj) је једна од општина Југоисточне Словеније у држави Словенији. Седиште општине је истоимени град Чрномељ.
Општина Чрномељ је једина општина у Словенији са присутним српским староседеоцима и српским селима (Адлешичи, Бојанци, Мариндол, Миличи, Пауновичи).

## Природне одлике
Рељеф: Општина Чрномељ налази се у јужном делу државе и погранична је према Хрватској. Општина обухвата западни део историјске покрајине Бела Крајина. У јужном делу општине налази се долина граничне реке Купе, које ка северу прелази у горје и на у северном делу општине у планину Кочевски Рог.
Клима: У нижим деловима општине влада умерено континентална клима, а у вишим влада њена оштрија, планинска варијанта .
Воде: Највећи водоток је погранична река Купа. Сви остали водотоци су мањи и притоке су реке Купе.

## Становништво
Општина Чрномељ је ретко насељена.

## Насеља општине
| - Адлешичи - Балковци - Бедењ - Белчји Врх - Бистрица - Блатник при Чрномљу - Бојанци - Брдарци - Брег при Сињем Врху - Брезник - Буторај - Велика Лахиња - Велика Села - Велики Нерајец - Виница - Војна Вас - Врановичи - Врховци - Вуковци - Голек при Виници - Голек - Горења Подгора - Горењци при Адлешичих - Горењи Раденци - Горица - Горња Пака - Горњи Сухор при Виници - Грибље - Грич при Добличах | - Далње Њиве - Дамељ - Дечина - Десинец - Дескова Вас - Добличе - Добличка Гора - Долења Подгора - Долења Вас при Чрномљу - Долењци - Долењи Раденци - Долењи Сухор при Виници - Долња Пака - Драга при Сињем Врху - Драгатуш - Драговања Вас - Драгоши - Дреновец - Дрежник - Жуничи - Загоздац - Зајчји Врх - Запудје - Застава - Зиље - Зоренци - Јанковичи - Јелшевник - Јернеја Вас - Канижарица | - Кнежина - Кот об Колпи - Кот при Дамљу - Ковача Вас - Ковачји Град - Квасица - Локве - Мала Лахиња - Мала Села - Мали Нерајец - Мариндол - Маврлен - Михеља Вас - Микларји - Миличи - Мочиле - Накло - Нова Липа - Обрх при Драгатушу - Огулин - Отовец - Павичичи - Пауновичи - Перудина - Петрова Вас - Побрежје - Подкланец - Подлог - Прелесје - Прелока - Прибинци | - Пурга - Пусти Градец - Рим - Родине - Рожанец - Рожич Врх - Ручетна Вас - Сечје Село - Села при Драгатушу - Села при Отовцу - Селце при Шпехарјих - Сињи Врх - Содевци - Средњи Раденци - Стара Липа - Стари трг об Колпи - Стражњи Врх - Свибник - Талчји Врх - Танча Гора - Трибуче - Тушев Дол - Учаковци - Фучковци - Храст при Виници - Хриб - Церквишче - Чрешњевец при Драгатушу - Чрномељ - Чудно Село - Шипек - Шпехарји |  |